# 卡尔卡
卡尔卡（Kalka），是印度哈里亚纳邦Panchkula县的一个城镇。总人口30887（2001年）。

## 人口
该地2001年总人口30887人，其中男性16828人，女性14059人；0—6岁人口3448人，其中男1847人，女1601人；识字率77.85%，其中男性为81.30%，女性为73.71%。